# Tom Dele-Bashiru
Ayotomiwa Dele-Bashiru, detto Tom (Manchester, 17 settembre 1999), è un calciatore nigeriano, centrocampista del Watford.

## Biografia
È fratello maggiore di Fisayo Dele-Bashiru.

## Caratteristiche tecniche
È un centrocampista centrale.

## Carriera

### Club
Ha esordito tra i professionisti nella stagione 2020-2021, giocando solo 2 partite nella seconda divisione inglese con il Watford, a causa dell'infortunio subito al legamento crociato. L'anno seguente gioca in prestito al Reading, con cui segna 4 gol in 38 presenze sempre nella seconda divisione inglese.

### Nazionale
Dopo aver giocato nella nazionale inglese Under-16, con la nazionale Under-20 nigeriana ha preso parte al Campionato mondiale di calcio Under-20 2019. Successivamente ha giocato anche con la nazionale nigeriana Under-23.

## Statistiche

### Presenze e reti nei club
Statistiche aggiornate al 3 ottobre 2024.
| Stagione        | Squadra         | Campionato      | Campionato | Campionato | Coppe nazionali | Coppe nazionali | Coppe nazionali | Coppe continentali | Coppe continentali | Coppe continentali | Altre coppe | Altre coppe | Altre coppe | Totale | Totale | Totale |
| Stagione        | Squadra         | Comp            | Pres       | Reti       | Comp            | Pres            | Reti            | Comp               | Pres               | Reti               | Comp        | Pres        | Reti        | Pres   | Reti   |        |
| --------------- | --------------- | --------------- | ---------- | ---------- | --------------- | --------------- | --------------- | ------------------ | ------------------ | ------------------ | ----------- | ----------- | ----------- | ------ | ------ | ------ |
| 2017-2018       | Manchester City | PL              | 0          | 0          | FACup+CdL       | 0+1             | 0+0             | UCL                | -                  | -                  | -           | -           | -           | 1      | 0      |        |
| 2019-2020       | Watford         | PL              | 0          | 0          | FACup+CdL       | 2+1             | 1+0             | -                  | -                  | -                  | -           | -           | -           | 3      | 1      |        |
| 2020-2021       | Watford         | FLC             | 2          | 0          | FACup+CdL       | 0+0             | 0+0             | -                  | -                  | -                  | -           | -           | -           | 2      | 0      |        |
| 2021-2022       | Reading         | FLC             | 38         | 4          | FACup+CdL       | 1+0             | 0+0             |                    | -                  | -                  |             | -           | -           | 39     | 4      |        |
| 2022-2023       | Watford         | FLC             | 6          | 0          | FACup+CdL       | 0+0             | 0+0             | -                  | -                  | -                  | -           | -           | -           | 6      | 0      |        |
| 2023-2024       | Watford         | FLC             | 35         | 2          | FACup+CdL       | 2+1             | 1+0             | -                  | -                  | -                  | -           | -           | -           | 38     | 3      |        |
| 2024-2025       | Watford         | FLC             | 7          | 2          | FACup+CdL       | 0+3             | 0+0             | -                  | -                  | -                  | -           | -           | -           | 10     | 2      |        |
| Totale Watford  | Totale Watford  | Totale Watford  | 50         | 4          |                 | 9               | 2               |                    | -                  | -                  |             | -           | -           | 59     | 6      |        |
| Totale carriera | Totale carriera | Totale carriera | 88         | 8          |                 | 11              | 2               |                    | -                  | -                  |             | -           | -           | 99     | 10     |        |